# Álvaro Castillo Aguilar
Álvaro Castillo Aguilar (Madrid, 20 de julio de 1966) es un diplomático español. 

## Carrera
Tras licenciarse en Derecho, ingresó en 1992 en la carrera diplomática. 
Fue consejero técnico en el Gabinete del subsecretario y en la Dirección General de Asuntos Internacionales de Seguridad del Ministerio de Asuntos Exteriores. Ha estado destinado en las representaciones diplomáticas españolas en Alemania y Grecia. Posteriormente fue subdirector general adjunto de Personal (2004-2011) y subdirector general de Personal del Ministerio de Asuntos Exteriores y de Cooperación (2011)
Fue nombrado Embajador de España en Nigeria (2011-2014); y embajador de España en Chipre (2018-2022).
En enero de 2025 fue ascendido a la categoría de Ministro Plenipotenciario de segunda clase.